# Brega pop
Brega Pop, o Flash Brega, es un ritmo de origen paraense de Brasil, derivado de la brega. Obtiene la influencia de los ritmos regionales de Pará, como el carimbó, guitarrada, siriá y marujada. La principal vertiente del brega pop es el calypso (no la música calipso), conocido en Pará como brega calypso. El ritmo se desenvuelve principalmente en la ciudad de Belém do Pará (debido a la concentración poblacional), pues los eventos públicos nocturnos y discotecas de la periferia dieron paso a que los vendedores ambulantes divulguen la producción de los pequeños músicos locales. Las letras de las canciones expresan una gama de sensaciones con una lírica muy juvenil.
A pesar del nombre, el calypso no está vinculado con el calipso caribeño, pues tiene una influencia de la lambada, carimbó, guitarrada, el merengue caribeño, entre otros (aquellos más comerciales). Pero como dijo el propio Chimbinha: ...até uma pitada do calipso caribenho... (en español, el estilo tiene algunos elementos del calipso caribeño). El nombre del grupo musical y del estilo fue bautizado Joelma, aunque debido a que tocaban mucho calipso en las grabaciones, se popularizó con el nombre calypso con y.

## Historia
Sus raíces son de la década de 1980, aunque se volvió popular a inicios de la década de 1990, principalmentecon artistas como Tonny Brasil, Kim Marques, Adilson Ribeiro, Nilk Oliveira, Mário Senna entre otros. El ritmo fue rápidamente exportado a las diferentes regiones del norte y nordeste de Brasil.
El nombre de "Brega Pop" fue una creación de conductores de radio como Jorge Reis, Rosenildo Franco y Marquinho Pinheiro, que notaron una diferencia con el brega surgido en Pará.
En la década de 2000 con la llegada de la banda Calypso y el surgimiento de nuevos artistas como Daniel Galeno (hijo de Bartô Galeno), Roberto Bessa, Dandão Viola y otros, el Brega Pop se extendió y popularizó en todo Brasil.
Del brega pop viejo fue surgiendo luego en los suburbios paraenses el tecnomelody.